# 샐리 스트러더스
샐리 스트러더스(Sally Struthers, 1947년 7월 28일 ~ )는 미국의 배우이다.